# Алин (Вашингтон)
Алин (енгл. Allyn) насељено је место без административног статуса у америчкој савезној држави Вашингтон.

## Демографија
По попису из 2010. године број становника је 1.963.
| Група             | 2000.    | 2010.         |
| Белци             | 0 (0,0%) | 1.814 (92,4%) |
| Афроамериканци    | 0 (0,0%) | 12 (0,6%)     |
| Азијати           | 0 (0,0%) | 28 (1,4%)     |
| Хиспаноамериканци | 0 (0,0%) | 45 (2,3%)     |
| Укупно            | 0        | 1.963         |